# Ja, Antoni de Tounens, król Patagonii
Ja, Antoni de Tounens, król Patagonii (oryg. Moi, Antoine de Tounens, roi de Patagonie) – powieść autorstwa Jeana Raspaila, opowiadająca o Orelie-Antoine de Tounens'ie, francuskim awanturniku, ogłoszonym przez Indian patagońskich królem. 
Książka została uhonorowana prestiżową nagrodą Akademii Francuskiej – Grand Prix du Roman.